# هاينريش ماتيس
هاينريش آرثر ماتيس (بالإنجليزية: Heinrich Arthur Matthes)‏ (11 يناير 1902 - 16 ديسمبر 1978) كان قائدًا لقوات الأمن الخاصة الألمانية خلال الحقبة النازية. شغل منصب نائب قائد معسكر الإبادة تريبلينكا خلال مرحلة عملية راينهارد للهولوكوست في بولندا. عين ماتيس رئيسًا لمنطقة الإبادة في المعسكر 2 حيث بنيت غرف الغاز وإدارتها من قبل أفراد قوات الأمن الخاصة الذين يشرفون على حوالي 300 عامل عبيد يتخلصون من الجثث تحت عقوبة الإعدام. حوكم في محاكمات تريبلينكا عام 1964 وأدين وحُكم عليه بالسجن مدى الحياة.

## حياة
ولد ماتيس عام 1902 في ويرمسدورف بالقرب من لايبزيغ كان والده ممرضًا كبيرًا. التحق ماتيس بالمدرسة الابتدائية العامة لمدة ثماني سنوات. ثم أصبح خياطًا لكنه غير مهنته إلى ممرضة. تدرب في Sonnenstein وأجرى امتحانه هناك. ثم عمل في مستشفيات Arnsdorf و Bräunsdorf. تزوج ولديه ابنة واحدة. في بداية عام 1934 انضم إلى كل من الحزب النازي وجيش الإنقاذ. عندما اندلعت الحرب العالمية الثانية، تم تجنيده في الجيش. بعد حوالي عامين جند ماتيس بواسطة أكتيون تي4 البرنامج النازي الذي ترعاه الدولة لقتل المعوقين. عمل في معمل الصور T4 ثم خدم في وحدة T4 مع منظمة تودت في روسيا. ماتيس آخر مرتبة في هير كان أوباغيفايتا.